# Rutenbergia cirrata
Rutenbergia cirrata är en bladmossart som beskrevs av Ferdinand François Gabriel Renauld och Jules Cardot 1895. Rutenbergia cirrata ingår i släktet Rutenbergia och familjen Rutenbergiaceae. Inga underarter finns listade i Catalogue of Life.